# Setomima senegambica
Setomima senegambica är en tvåvingeart som beskrevs av Wagner 1983. Setomima senegambica ingår i släktet Setomima och familjen fjärilsmyggor. Inga underarter finns listade i Catalogue of Life.